# Ветроэнергетика Германии

Ветряная электростанция в Германии

Ветроэнергетика Германии — занимает третье место в мире по установленной мощности, после Китая и США. На конец 2020 года суммарная установленная мощность ветряных электростанций Германии составила 62,7 ГВт. В 2020 году доля ветроэнергетики в общей выработке электроэнергии составила 24,2%. В 2022 году мощность ветроэнергетики составляла 66 315 МВт.

## История
Активное развитие ветроэнергетика Германии получила после Чернобыльской аварии. Правительство Германии приняло решение развивать производство энергии из возобновляемых источников.
Первая правительственная программа поддержки ветроэнергетики под названием «100 МВт ветра» появилась в Германии в 1989 году. 
Ощутимый рост ветроэнергетики начался с принятием в закона "Stromeinspeisegesetz vom 7.12.1990" (вступил в действие 01.01.1991). В соответствии с этим законом энергосбытовые компании были обязаны выкупать электроэнергию у производителей солнечной и ветровой энергии мощностью до 5 МВт по цене 16,61 пфеннига (для других объектов возобновляемой энергии - 13,84 пфеннига, тогда как до принятия закона StromEinspG ГЭС продавали энергию по 8 пфеннигов). Покрывать возникающий дефицит энергосбытовые компании должны за счёт конечных потребителей. Так, в Дании, где применяется похожая модель, потребители платили в 2005 году больше на 1 евроцент за киловатт-час для компенсации повышенной стоимости ветроэнергии. StromEinspG стал образцом поддержки ВИЭ для многих стран мира, 19 европейских государств, а также Япония, Бразилия и КНР использовали его модель в своём законодательстве. В 1991 году стоимость правоприменения этого закона составила 50 млн. немецких марок. При этом количество ветрогенераторов увеличилось с 1000 в 1991 году до 10000 в 1999 году, инвестиции в ветроэнергетику составили несколько миллиардов немецких марок и заложили основу конкурентоспособности немецкого ветроэнергетического машиностроения (так, в 2005 году из 10,6 млрд. инвестиций в ветроэнергетику по всему миру немецкими производителями было освоено больше 4 млрд.). Первые продажи ветроэнергии по цене ниже энергии из традиционных источников отмечены на Лейпцигской энергетической бирже летом 2006 года.
В 2000 году был принят Das Erneuerbare-Energien-Gesetz (Закон о возобновляемой энергии). В 2002 году суммарные мощности немецкой ветроэнергетики достигли 10 000 МВт.
С начала 2010-х годов Германия активно развивает оффшорные ветроэлектростанции.

## Производство

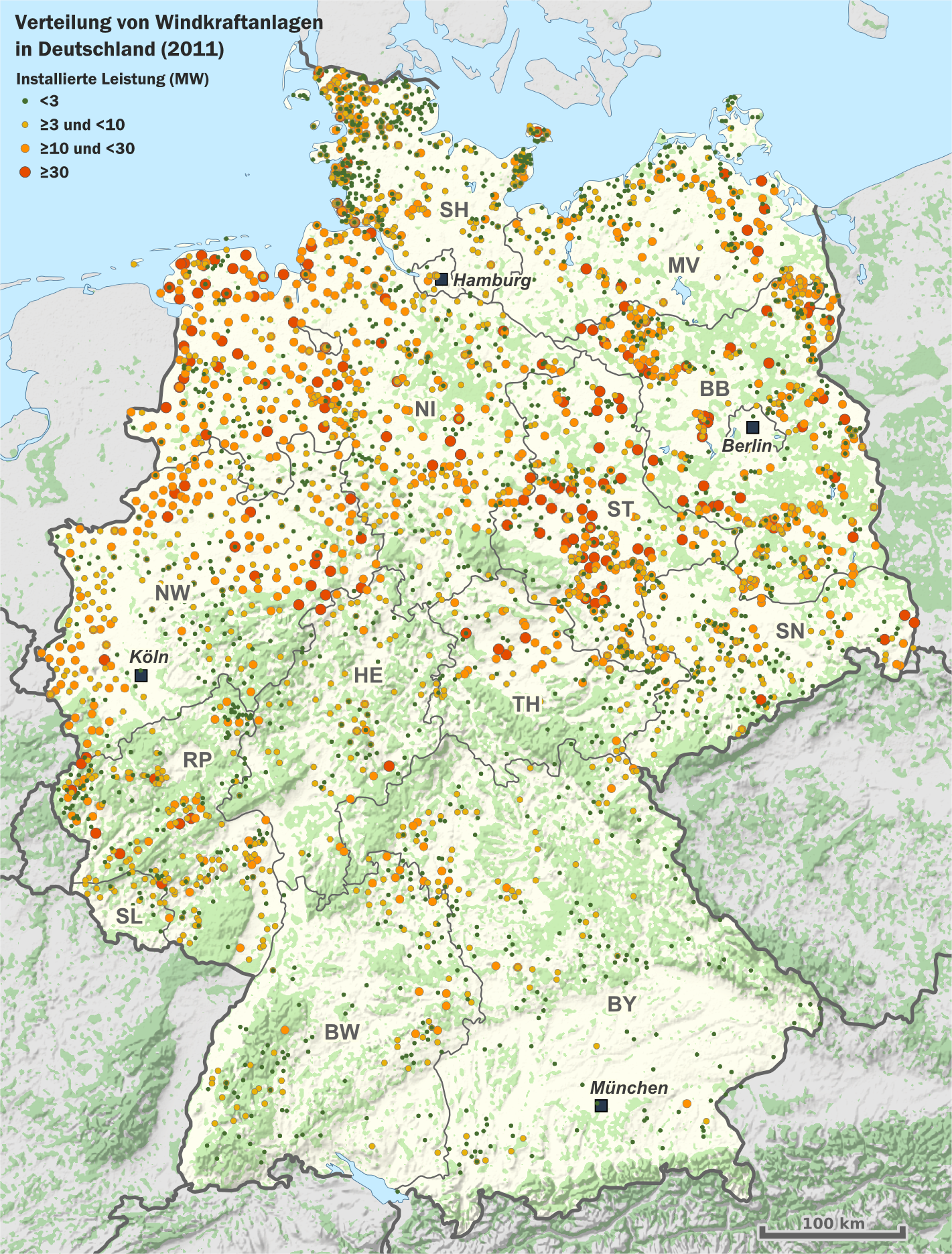
Карта размещения ветряных электростанций. 2011 год.

В 2014 году ветряные электростанции Германии произвели 8,6 % от всей произведённой в Германии электроэнергии.
На конец 2014 года в Германии работали 24867 ветряных турбин суммарной мощностью 38116 МВт.
В 2006 году ветроэнергетика Германии произвела 20,6 млрд кВт·ч электроэнергии. Для сравнения: в том же году вся гидроэнергетика Германии произвела 21,6 млрд кВт·ч электроэнергии, что составляет 3,5 % от всего потребления электричества в Германии.
В 2006 году выручка германской индустрии ветроэнергетики составила 7,2 миллиарда евро, из них 5,6 миллиардов евро пришлось на стоимость ветряных турбин и компонентов (лопасти, башни и т. д.). По оценкам Германского Института Ветроэнергетики (DEWI) германские производители ветряных турбин и компонентов занимают 37 % доли мирового рынка. В 2006 году производство оборудования для ветроэнергетики выросло в Германии примерно на 50 %. В 2007 году в ветряной индустрии Германии было занято 80 000 человек, включая смежные отрасли: строительство, проектирование, консультации, продажи, финансы, образование и т. д. На экспорт было отправлено 71 % произведённого оборудования и услуг на общую сумму около 3,5 миллиардов евро.
В 2011 году 8 % электроэнергии Германии было получено из энергии ветра. Производство электричества ветроэлектростанциями сильно зависит от погодных условий. Так, в апреле 2011 года суммарная мощность ветроэнергетики Германии колебалась от менее 1000 МВт до 19000 МВт. Ночью 7 февраля 2011 года ветряные электростанции выработали около 1/3 электроэнергии Германии.

## Крупнейшие поставщики ветрогенераторов в 2008 году
| Крупнейшие поставщики ветрогенераторов на рынок Германии в 2008 году | Крупнейшие поставщики ветрогенераторов на рынок Германии в 2008 году | Крупнейшие поставщики ветрогенераторов на рынок Германии в 2008 году | Крупнейшие поставщики ветрогенераторов на рынок Германии в 2008 году | Крупнейшие поставщики ветрогенераторов на рынок Германии в 2008 году |
| Место                                                                | Название                                                             | Страна                                                               | Доля                                                                 |                                                                      |
| -------------------------------------------------------------------- | -------------------------------------------------------------------- | -------------------------------------------------------------------- | -------------------------------------------------------------------- | -------------------------------------------------------------------- |
| 1                                                                    | Enercon                                                              | Германия                                                             | 61 %                                                                 |                                                                      |
| 2                                                                    | Vestas                                                               | Дания                                                                | 31,6 %                                                               |                                                                      |
| 3                                                                    | REpower Systems                                                      | Германия                                                             | 5,6 %                                                                |                                                                      |
| 4                                                                    | Fuhlander                                                            | Германия                                                             | 4,8 %                                                                |                                                                      |
| 5                                                                    | Nordex                                                               | Германия                                                             | 2,2 %                                                                |                                                                      |
| Всего                                                                | Всего                                                                | Всего                                                                | 1665 МВт                                                             |                                                                      |

## Тарифы
В 2007 году сетевые компании платили владельцам ветряных электростанций €0,0836 за киловатт-час электроэнергии в первые пять лет эксплуатации ветряной электростанции. Тариф ежегодно снижается на 2 %.

## Обновление
В Германии активно идёт процесс, получивший название «repowering» — старые ветрогенераторы заменяются на более мощные и менее шумные. Уже существующая ветряная электростанция начинает производить больше электроэнергии, не увеличивая свои площади. По прогнозам BWE с помощью этого обновления производство электроэнергии на ветряных электростанциях может быть увеличено до 90 млрд кВт·ч.

## Оффшорная ветроэнергетика

Расположение немецких ветропарков в Северном море

Первая в Германии оффшорная (расположенная на море, но недалеко от берега) ветряная турбина установлена в марте 2006 года. Турбина установлена компанией Nordex AG в 500 метрах от берега Ростока.
Турбина мощностью 2,5 МВт с диаметром лопастей 90 метров установлена на участке моря глубиной 2 метра. Диаметр фундамента 18 метров. В фундамент уложено 550 тонн песка, 500 тонн бетона и 100 тонн стали. Конструкцию общей высотой 125 метров устанавливали с двух понтонов площадью 1750 и 900 м².
В Германии есть 1 коммерческий ветропарк в Балтийском море — Baltic 1 (en:Baltic 1 Offshore Wind Farm), два ветропарка в Северном море строятся — BARD 1 (en:BARD Offshore 1) и Borkum West 2 (en:Trianel Windpark Borkum) у берегов острова Боркум (Фризские острова). Также в Северном море в 45 км к северу от острова Боркум находится испытательный ветрополигон Alpha Ventus (en:Alpha Ventus Offshore Wind Farm).
К 2030 году Германия планирует построить 25 тыс. МВт офшорных электростанций в Балтийском и Северном морях.

## Экология
В 2004 году работа ветряных электростанций позволила предотвратить выброс в атмосферу более 20 миллионов тонн СО2.

## Статистика

Показатели ветроэнергетики Германии за период 1990-2015 гг.: установленная мощность (МВт, красная линия), выработка электроэненргии (ГВт·ч, синяя линия)

Установленная мощность и выработка электроэнергии ветрогенераторами за период с 1990 года показаны в следующей таблице:
| Год                             | 1990    | 1991   | 1992   | 1993   | 1994   | 1995   | 1996   | 1997    | 1998    | 1999    |
| ------------------------------- | ------- | ------ | ------ | ------ | ------ | ------ | ------ | ------- | ------- | ------- |
| Установленная мощность, МВт     | 55      | 106    | 174    | 326    | 618    | 1121   | 1549   | 2089    | 2877    | 4435    |
| Выработка электроэнергии, ГВт·ч | 71      | 100    | 275    | 600    | 909    | 1500   | 2032   | 2966    | 4489    | 5528    |
| Коэффициент использования, %    | 14,7    | 10,7   | 18,0   | 21,0   | 16,8   | 15,3   | 15,0   | 16,2    | 17,8    | 14,2    |
|                                 |         |        |        |        |        |        |        |         |         |         |
| Год                             | 2000    | 2001   | 2002   | 2003   | 2004   | 2005   | 2006   | 2007    | 2008    | 2009    |
| Установленная мощность, МВт     | 6097    | 8738   | 11 976 | 14 381 | 16 419 | 18 248 | 20 474 | 22 116  | 22 794  | 25 732  |
| Выработка электроэнергии, ГВт·ч | 9513    | 10 509 | 15 786 | 18 713 | 25 509 | 27 229 | 30 710 | 39 713  | 40 574  | 38 648  |
| Коэффициент использования, %    | 17,8    | 13,7   | 15,0   | 14,6   | 17,5   | 16,9   | 17,0   | 20,4    | 19,5    | 17,2    |
|                                 |         |        |        |        |        |        |        |         |         |         |
| Год                             | 2010    | 2011   | 2012   | 2013   | 2014   | 2015   | 2016   | 2017    | 2018    | 2019    |
| Установленная мощность, МВт     | 26 903  | 28 712 | 30 979 | 33 477 | 38 614 | 44 541 | 49 534 | 55 550  | 59 420  | 61 357  |
| Выработка электроэнергии, ГВт·ч | 37 795  | 48 891 | 50 681 | 51 721 | 57 379 | 79 206 | 77 412 | 103 650 | 111 410 | 127 230 |
| Коэффициент использования, %    | 16,0    | 19,4   | 18,7   | 17,8   | 17,1   | 20,4   | 18,0   | 21,3    | 21,4    | 23,7    |
|                                 |         |        |        |        |        |        |        |         |         |         |
| Год                             | 2020    |        |        |        |        |        |        |         |         |         |
| Установленная мощность, МВт     | 62 708  |        |        |        |        |        |        |         |         |         |
| Выработка электроэнергии, ГВт·ч | 131 700 |        |        |        |        |        |        |         |         |         |
| Коэффициент использования, %    | 24,0    |        |        |        |        |        |        |         |         |         |

| Год                             | 2009 | 2010 | 2011 | 2012 | 2013 | 2014 | 2015 | 2016  | 2017  | 2018  | 2019  | 2020  |
| ------------------------------- | ---- | ---- | ---- | ---- | ---- | ---- | ---- | ----- | ----- | ----- | ----- | ----- |
| Установленная мощность, МВт     | 30   | 80   | 188  | 268  | 622  | 994  | 3297 | 4150  | 5260  |       |       |       |
| Выработка электроэнергии, ГВт·ч | 38   | 176  | 577  | 732  | 918  | 1471 | 8284 | 12365 | 17420 | 19070 | 24744 | 27306 |
| % от общей ветрогенерации       | 0,1  | 0,5  | 1,2  | 1,4  | 1,8  | 2,6  | 10,5 | 16,0  | 16,8  |       |       |       |
| Коэффициент использования, %    | 14,5 | 25,1 | 35,0 | 31,2 | 16,9 | 19,9 | 28,7 | 34,0  | 37,8  |       |       |       |